# NGC 3058
NGC 3058 = IC 573 ist eine Spiralgalaxie vom Hubble-Typ Sc im Sternbild Hydra südlich der Ekliptik. Sie ist schätzungsweise 326 Millionen Lichtjahre von der Milchstraße entfernt und hat einen Durchmesser von etwa 125.000 Lichtjahren. Sie interagiert mit der Galaxie PGC 34424677 (NGC 3058A).

Im selben Himmelsareal befindet sich u. a. die Galaxie NGC 3030.
Das Objekt wurde am 6. Mai 1886 vom US-amerikanischen Astronomen Francis Preserved Leavenworth entdeckt.